# Донингтон Парк
Донингтон Парк (англ. Donington Park) — трасса (автодром), расположенная рядом с деревней Касл-Донингтон (Северо-западный Лестершир, Великобритания). Открыта в 1931 году. В 1993 году на трассе Донингтон был проведён Гран-при Европы. Также на ней проводились не входящие в официальный зачёт чемпионата Гран-при Великобритании с 1935 по 1938 год. Приезжал на трассу и ДТМ, и старый (1991, 1993, 1994, 1995), и новый (2002, 2003). Ныне на трассе проводятся этапы британских гоночных чемпионатов и соревнования MotoGP. 

Также место проведения известных рок-фестивалей («Monsters of Rock» и пр.).

## Победитель Гран-при Европы на трассе Донингтон
# — порядковый номер среди всех Гран-при Европы (проходивших в разные годы на разных трассах), входивших в чемпионат мира Формулы-1.
| Год  | # | Пилот        | Команда      | Отчёт |
| ---- | - | ------------ | ------------ | ----- |
| 1993 | 4 | Айртон Сенна | McLaren-Ford | Отчёт |

## Победители Гран-при Великобритании на трассе Донингтон
Розовым фоном выделены гонки, не являвшиеся этапами чемпионата мира Формулы-1.
| Год  | Пилот                 | Команда    | Отчёт |
| ---- | --------------------- | ---------- | ----- |
| 1935 | Ричард Шатлворт       | Alfa Romeo | Отчёт |
| 1936 | Ханс Рёш Ричард Симэн | Alfa Romeo | Отчёт |
| 1937 | Бернд Роземайер       | Auto Union | Отчёт |
| 1938 | Тацио Нуволари        | Auto Union | Отчёт |